# Athrycia scutellata
Athrycia scutellata är en tvåvingeart som först beskrevs av Macquart 1834.  Athrycia scutellata ingår i släktet Athrycia och familjen parasitflugor. Inga underarter finns listade i Catalogue of Life.